# John Williams Walker

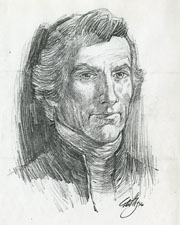
John Williams Walker

John Williams Walker, född 12 augusti 1783 i Amelia County, Virginia, död 23 april 1823 i Huntsville, Alabama, var en amerikansk politiker (demokrat-republikan). Han representerade delstaten Alabama i USA:s senat 1819-1822.
Walker utexaminerades 1806 från College of New Jersey (numera Princeton University). Han studerade sedan juridik och inledde 1810 sin karriär som advokat.
Walker var ordförande för Alabamas konstitutionskonvent år 1819. Alabama inträdde senare samma år i unionen som delstat. Walker och William R. King valdes till de två första senatorerna. Walker avgick 1822 och efterträddes av William Kelly.
Walkers grav finns på Maple Hill Cemetery i Huntsville.